# FK Šilutė
Futbolo klubas Šilutė er en litauisk fodboldklub fra Šilutė. Klubben har hjemmebane på Šilutės central stadion (kapacitet 1.000).

## Historie
Klubben blev stiftet i 1991. For nylig (2009–2017) spillet i Pirma lyga.

### Historiske navne
- 1991 – Drobė Šilutė
- 1992 – Laisvė Šilutė
- 2003 – FK Šilutė

## Titler

### Nationalt
- Pirma lyga (D2)
  - Vindere (1): 2009.
  - Andenplads (1): 2002.

## Historiske slutplaceringer

### 2000 – 2009
| Sæson | Niveau | Liga       | Placering | Kilde(r) |
| ----- | ------ | ---------- | --------- | -------- |
| 2000  | 2.     | Pirma lyga | 2.        |          |
| 2001  | 2.     | Pirma lyga | 12.       |          |
| 2002  | 2.     | Pirma lyga | 6.        |          |
| 2003  | 2.     | Pirma lyga | 3.        |          |
| 2004  | 1.     | A lyga     | 6.        | [ 1 ]    |
| 2005  | 1.     | A lyga     | 6.        | [ 2 ]    |
| 2006  | 1.     | A lyga     | 9.        | [ 3 ]    |
| 2007  | 1.     | A lyga     | 9.        | [ 4 ]    |
| 2008  | 1.     | A lyga     | 8.        | [ 5 ]    |
| 2009  | 2.     | Pirma lyga | 1.        |          |

### 2010 –
| Sæson | Niveau | Liga                 | Placering | Kilde(r) |
| ----- | ------ | -------------------- | --------- | -------- |
| 2010  | 2.     | Pirma lyga           | 8.        | [ 6 ]    |
| 2011  | 2.     | Pirma lyga           | 8.        | [ 7 ]    |
| 2012  | 2.     | Pirma lyga           | 7.        | [ 8 ]    |
| 2013  | 2.     | Pirma lyga           | 9.        | [ 9 ]    |
| 2014  | 2.     | Pirma lyga           | 10.       | [ 10 ]   |
| 2015  | 2.     | Pirma lyga           | 9.        | [ 11 ]   |
| 2016  | 2.     | Pirma lyga           | 12.       | [ 12 ]   |
| 2017  | 2.     | Pirma lyga           | 12.       | [ 13 ]   |
| 2018  | 3.     | Antra lyga (Vakarai) | 7.        | [ 14 ]   |
| 2019  | 3.     | Antra lyga (Vakarai) | 4.        | [ 15 ]   |
| 2020  | 3.     | Antra lyga (vakarai) | 5.        | [ 16 ]   |
| 2021  | 3.     | Antra lyga           | 6.        | [ 17 ]   |
| 2022  | 3.     | Antra lyga           | 3.        |          |
| 2023  | 3.     | Antra lyga           | 5.        | [ 18 ]   |

## Klub farver
Sort (2003–2019)
| ŠILUTĖ | ŠILUTĖ | ŠILUTĖ |

## Bane farver
Hjemmebane
| 1991–199? | 199?–2002 | 2003–2019 |

## Nuværende trup
Pr. 6. april 2019.
| Nr. | Land    | Position | Spiller            |
| --- | ------- | -------- | ------------------ |
| 1   | Litauen | MM       | Liudvikas Valius   |
| 33  | Litauen | MM       | Algirdas Surgautas |
| 2   | Litauen | FO       | Aldas Žernys       |
| 3   | Litauen | MI       | Arnoldas Nausėdas  |
| 4   | Litauen | FO       | Arvydas Miklovis   |
| 5   | Litauen | FO       | Žilvinas Česnulis  |
| 6   | Litauen | AN       | Giedrius Kurpeikis |
| 7   | Litauen | AN       | Nerijus Mačiulis   |
| 8   | Litauen | FO       | Andrius Gedgaudas  |
| 11  | Litauen | FO       | Matas Vismantas    |
| 12  | Litauen | FO       | Tadas Kazlauskas   |

| Nr. | Land         | Position | Spiller              |
| --- | ------------ | -------- | -------------------- |
| 13  | Litauen      | AN       | Darius Paldauskas    |
| 14  | Litauen      | FO       | Edgaras Lukoševičius |
| 15  | Litauen      | MI       | Gediminas Strikys    |
| 17  | Hviderusland | FO       | Mikhail Malashevich  |
| 18  | Hviderusland | MI       | Yauheni Baskou       |
| 19  | Litauen      | MI       | Rokas Sirtautas      |
| 20  | Litauen      | MI       | Justas Milius        |
| 21  | Litauen      | MI       | Martynas Golubovskis |
| 26  | Hviderusland | MI       | Dzimtry Stomal       |

## Trænere
- Svajūnas Česnulis 2002 – 2017
- Marijus Jazbutis (2018.)